# تاميريس مورينا ليما
تاميريس مورينا ليما (بالبرتغالية: Tamires Morena Lima) مواليد 16 مايو 1994، هي لاعبة كرة يد برازيلية تلعب كمحور. مثلت منتخب البرازيل لكرة اليد للسيدات. شاركت في دورة الألعاب الأولمبية الصيفية سنة 2016. حققت المركز الأول في دورة الألعاب الأمريكية 2015.

## سجل المنافسة
شاركت في البطولات التالية:
- الألعاب الأولمبية الصيفية 2016
- بطولة العالم لكرة اليد للسيدات 2015

## الإنجازات
- بطولة بان أميركان لكرة اليد للسيدات:
  - الفوز: 2015

## روابط خارجية
- تاميريس مورينا ليما على موقع الاتحاد الأوروبي لكرة اليد (الإنجليزية)
- تاميريس مورينا ليما على موقع اللجنة الأولمبية الدولية (الإنجليزية)
- تاميريس مورينا ليما على موقع أوليمبيديا (الإنجليزية)
- تاميريس مورينا ليما على موقع اللجنة الأولمبية البرازيلية (البرتغالية)